# 川西蒲公英
川西蒲公英（学名：Taraxacum chionophilum），为菊科蒲公英属下的一个植物种。